# Ingmarsö (ort)
Ingmarsö är en småort i Österåkers kommun i Stockholms län, belägen på södra sidan av ön Ingmarsö.